# Adirondack Indijanci
Adirondack /=barkeaters, tree-eaters; Hatiroñ′ăks, they eat trees/ naziv za Algonquian plemena sjeverno od rijeke St. Lawrence, napose uz rijeku Ottawa i St. Maurice, koji su kasnije smješteni na Three Rivers i Oka u Quebecu. Ovaj naziv u obliku Ratirontaks (“they eat trees”), očuvao se još 1900. (prema J. Dyneley Prince) među Mohawkima iz Caughnawage, koji su njime označavali one skupine Algonquiana koje su imale sjedišta u gradu (Oki; Lac des Deux Montagnes), nedaleko Montreala, i koji su se u tadašnje vrijeme, osim nekoliko obitelji, već bili raselili kroz istočnu Kanadu. 
Jezuitski misionar Joseph-François Lafitau spominje (1724) ime Rontaks u značenju “tree eaters”, a javlja se još u mnogim sličnim oblicima: Adirondax, Adirondaks, Arundax, Orundacks, Orondocks, Rarondaks, Ratiruntaks, etc. Ovaj naziv nastao je zbog običaja što su sjevernija Algonquian-plemena, u periodima dugih i hladnih zima, kako ne bi izginuli od gladi u prehrani koristili koru nekih vrsta drveća. U spomen na njih planine i državni park nose ovo ime.

## Vanjske poveznice
- Adirondack of Indians and Mountains, 1535-1838  Arhivirana inačica izvorne stranice od 27. svibnja 2008. (Wayback Machine)